# إل كالافاتي

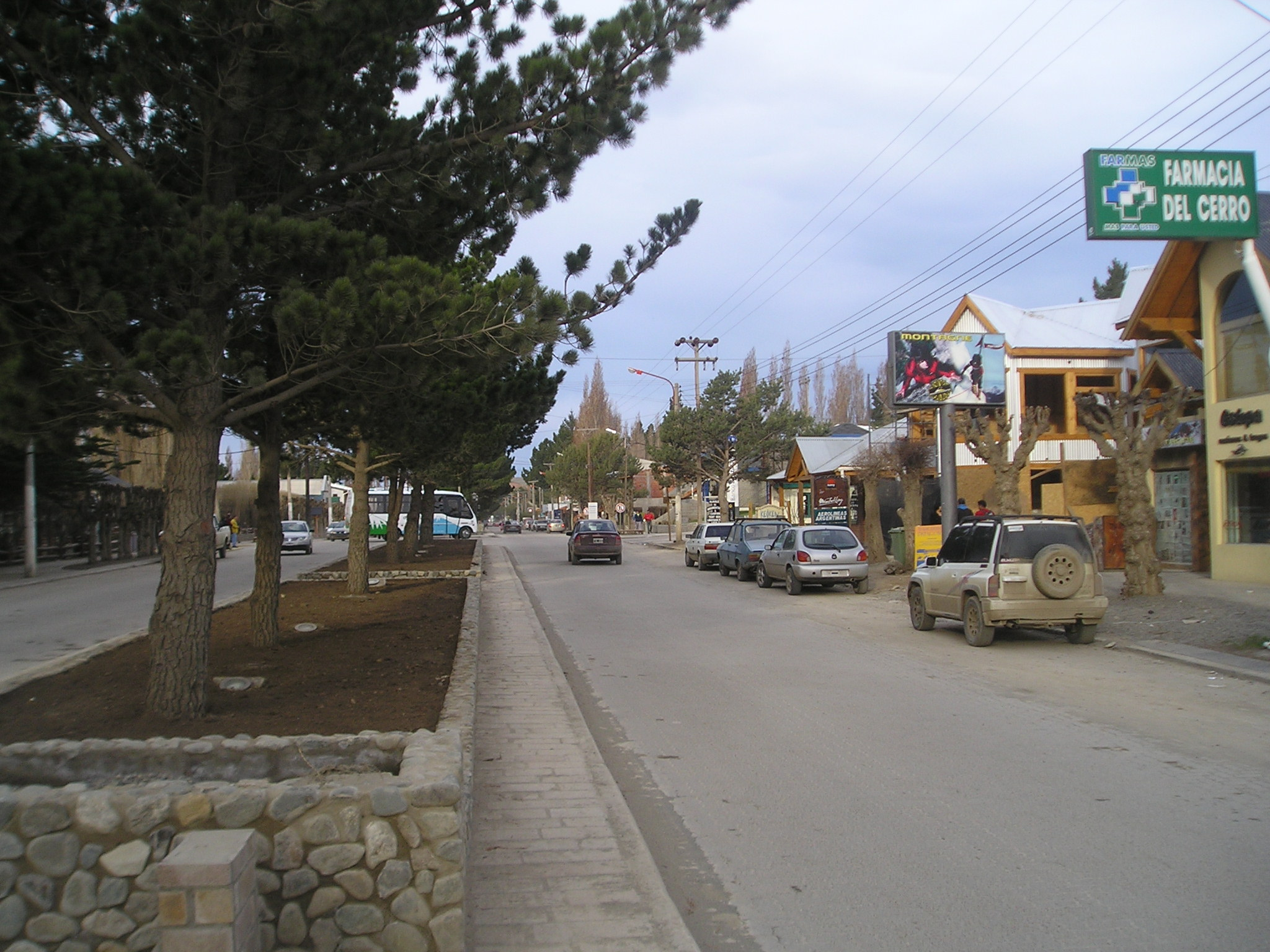
مدينة الكالافات بجنوب الأرجنتين.

إل كلافاتي(بالإسبانية: El Calafate)‏ هي عاصمة أفليم لاغو أرجنتينو وتعتبر مركزا سياحيا هاما في الأرجنتين حيث تقع بالقرب من القطب الجنوبي. في جوها الشديد البرودة تقع بين العديد من المثلجات في المنتزه الوطني لوس غليسيرس الذي فيه المثلجة الشهيرة مثلجة بيريتو مورينو عند نهر أندن. يزداد تعداد سكان العاصمة الكلافات زيادة مطردة في الجزء النوبي الغربي من الأرجنتين في مقاطعة سانتا كروز على ساحل بحيرة لاغو أرجنتينو على ارتفاع نحو 200 متر عن سطح البحر.
تعتبر مثلجة بيريتو مورينو أكبر مثلجة في العالم، ويزورها سياح كثيرون من مختلف بقاع الأرض.

## تسميتها
يرجع الاسم إل كالافاتي إلى نبات عشبي تسمى «أعشاب كلافاتي» تكثر في تلك المنطقة من بتاغونيا. يتميز هذا العشب بزهرة صفراء وينتج ثمارا تشبه التوت الأزرق. تصنع من ثماره المربى وكذلك مشروبات روحية، تشتهر بها تلك المنطقة.

## محيطها

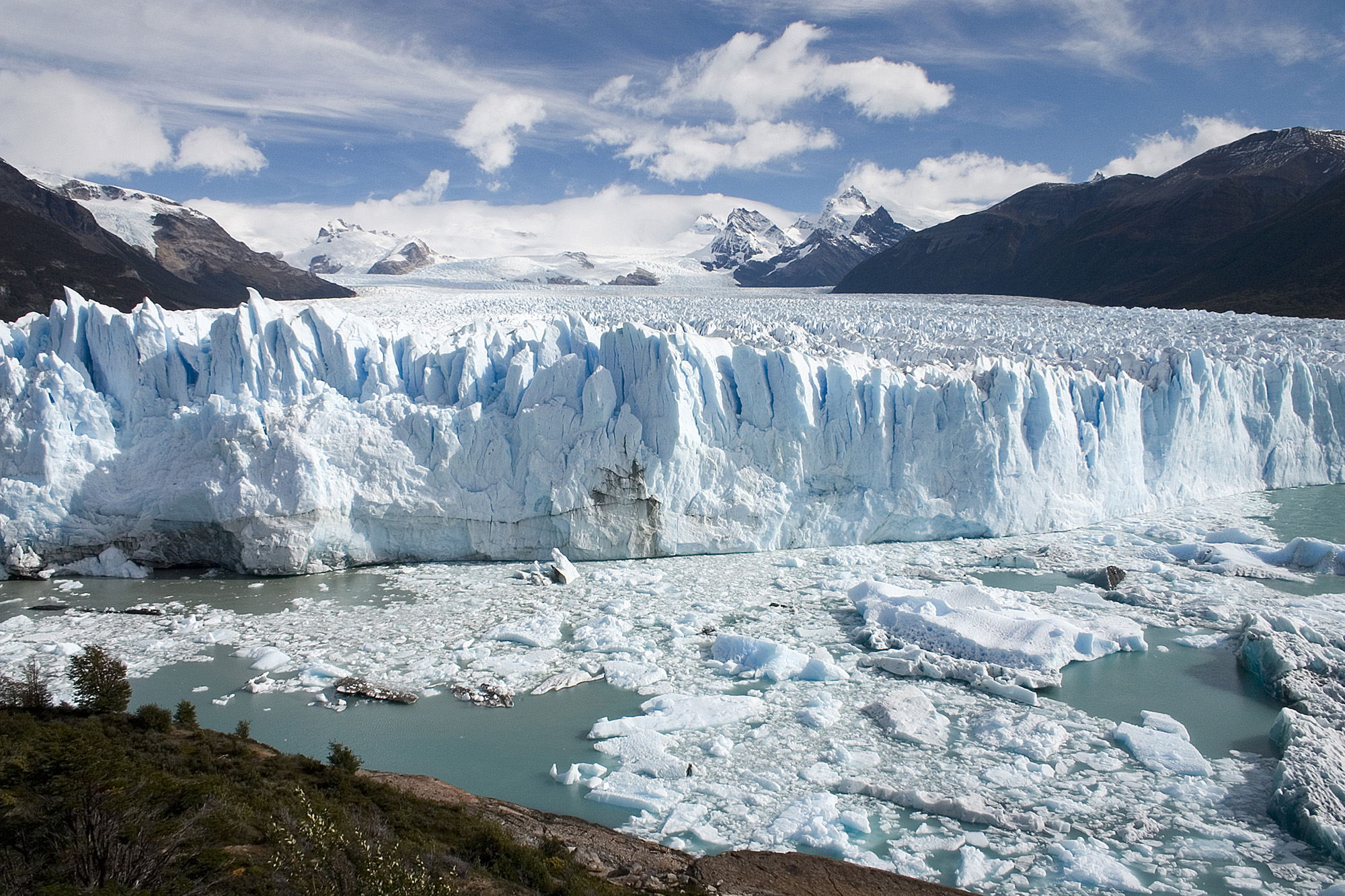
مثلجة بيريتو مورينو.
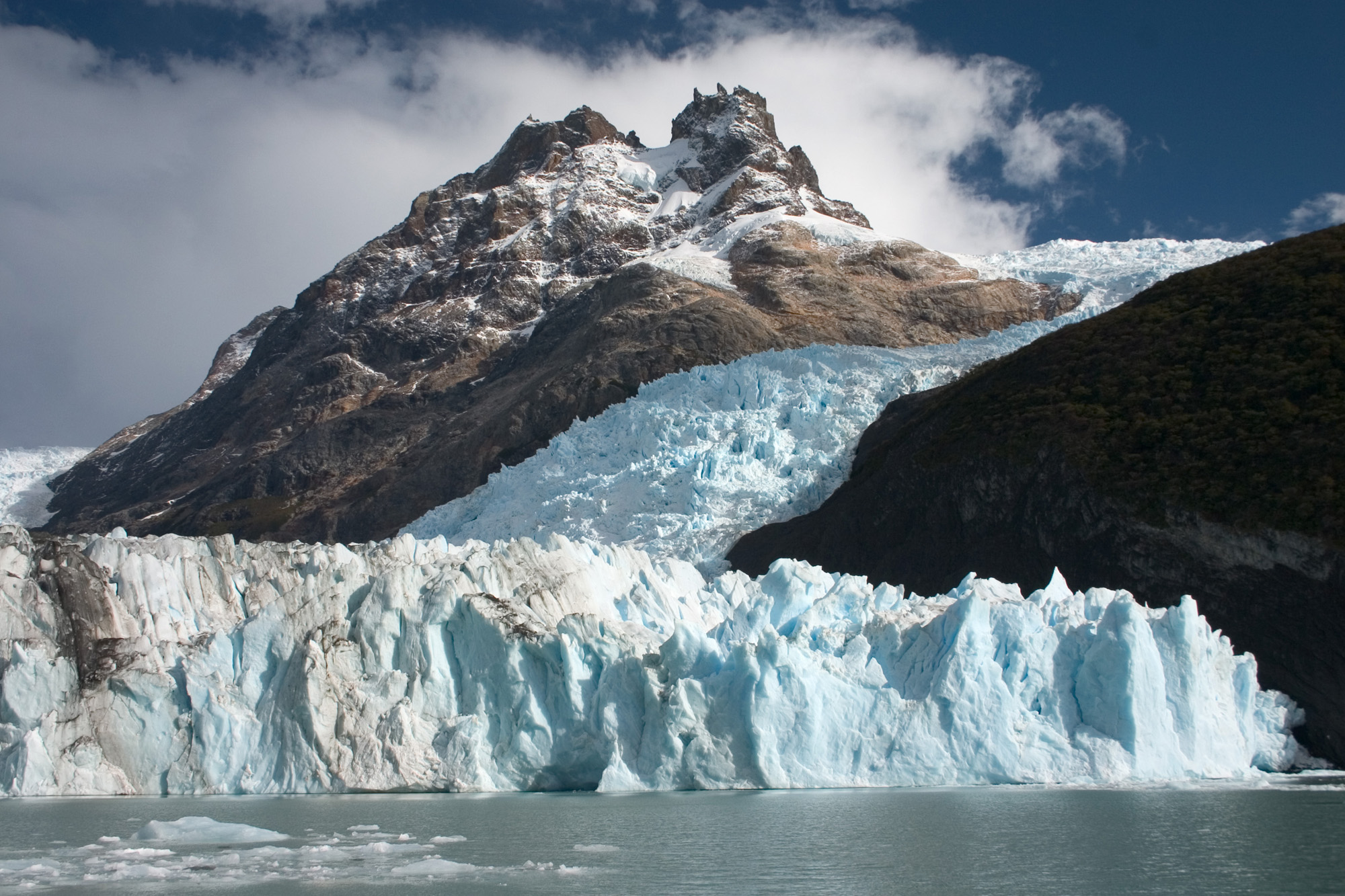
مثلجة سباغازيني Spegazzini
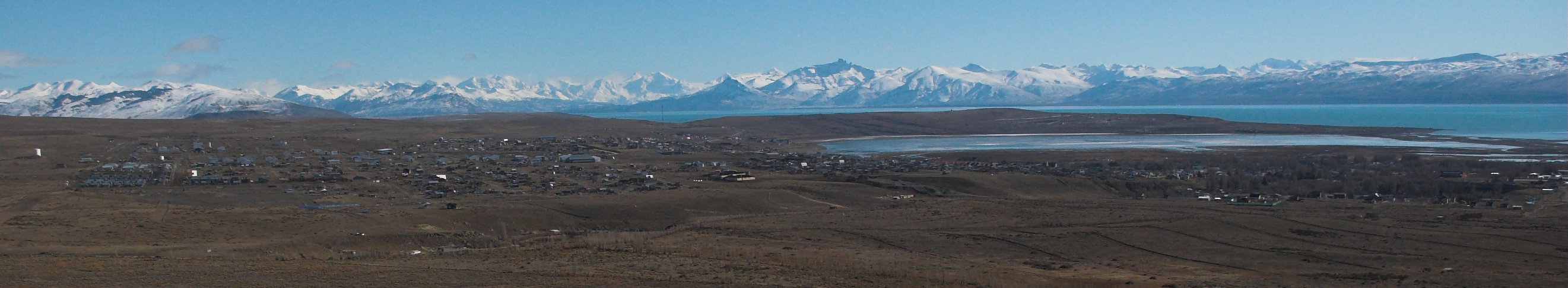
منظر الكالافات وبحيرة لاغو أرجنتينو
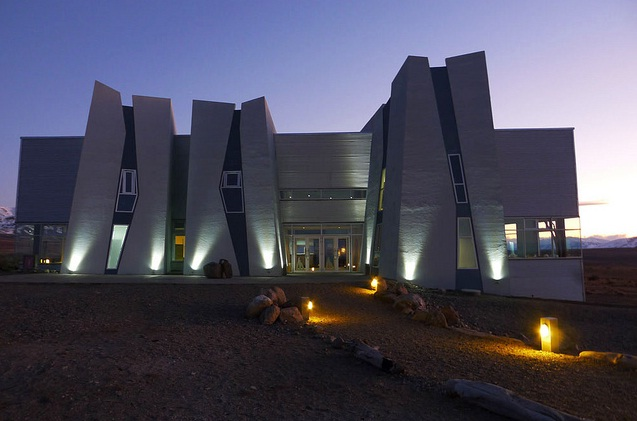
مركز دراسة المثلجات.
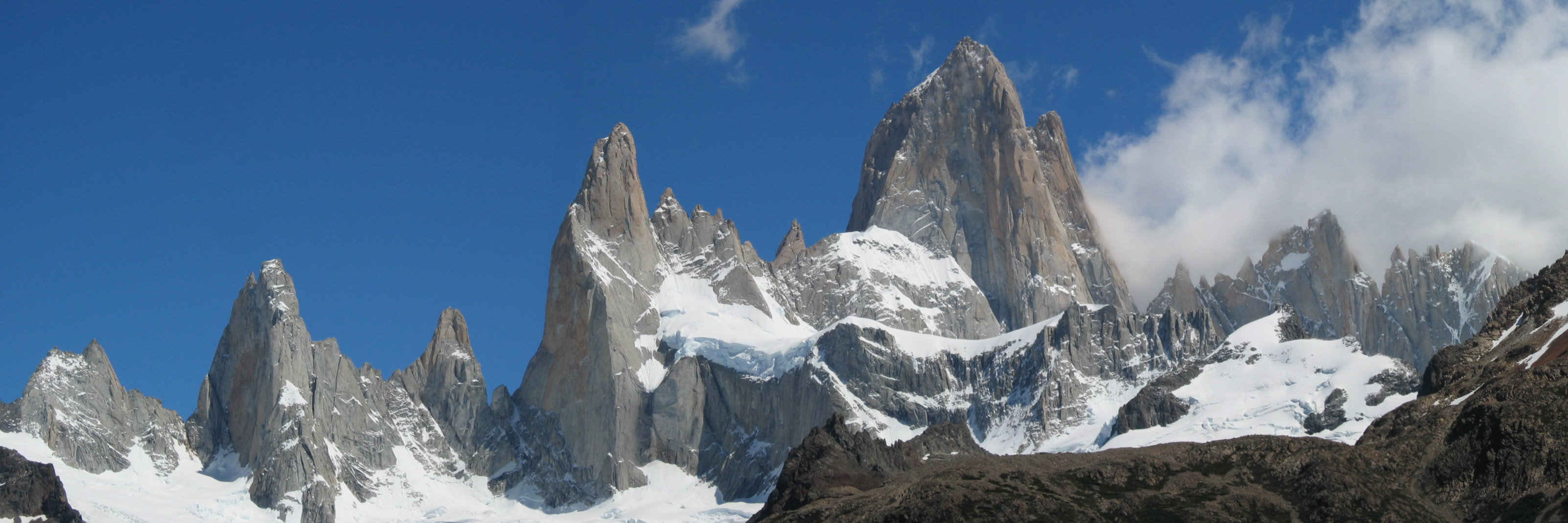
فريتز روي
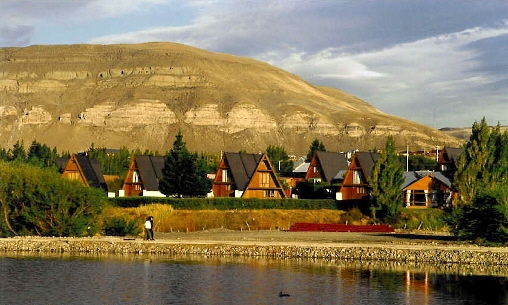
Residential section

## أعلام
- نيستور كيرشنير
- بابلو ألفارادو

## اقرأ أيضا
- مثلجة بيريتو مورينو.
- بتاغونيا.
- مثلجة.
- بركان أوزورنو.
- بويرتو فاراس.
- إل تشالتين.